# Automato
Automato est un groupe de hip-hop américain, originaire de Brooklyn, à New York.

## Biographie
Formé en 1995, ce groupe, composé de six membres, se distingue particulièrement des autres groupes de hip-hop traditionnel car il évolue avec des instruments atypiques pour de la musique urbaine. On[Qui ?] note l'utilisation de batteries, de basses, de clavier et de guitares. Leur son se caractérise aussi par l'emploi de vieux synthétiseurs Moog, d’électronique et de processeurs vintage extraits directement du cœur des machines à l’origine de l’ère informatique. Ces sons sont accompagnés par des paroles rappées par Jesse Levine et Ben Fries. Ce groupe se qualifie lui-même de « groupe de rap », malgré des sons mélangeant l'electro, le rock et le jazz. Cette fusion des genres est dû au travail des samples par Nick Millhiser.
C'est en se baladant dans Manhattan que le groupe fait la rencontre de James Murphy et Tim Goldsworthy, fondateurs du label DFA Records. C'est sous ce label que le groupe Automato sort son premier album éponyme le 20 avril 2004. L'album est produit par DFA (Death From Above), et enregistré entre le 15 mai 2002 et le 29 janvier 2003. L'album est plutôt bien accueilli par l'ensemble de la presse spécialisée,,,.

## Discographie
- 2000 : Automato